# Бад Шусенрид
Бад Шусенрид (њем. Bad Schussenried) град је у њемачкој савезној држави Баден-Виртемберг. Једно је од 45 општинских средишта округа Биберах. Према процјени из 2010. у граду је живјело 8.446 становника. Посједује регионалну шифру (AGS) 8426014.

## Географски и демографски подаци
Бад Шусенрид се налази у савезној држави Баден-Виртемберг у округу Биберах. Град се налази на надморској висини од 570 метара. Површина општине износи 55,0 km². У самом граду је, према процјени из 2010. године, живјело 8.446 становника. Просјечна густина становништва износи 154 становника/km².